# کوین جانسون (بازیکن بسکتبال)
کوین جانسون (انگلیسی: Kevin Johnson؛ زاده ۴ مارس ۱۹۶۶) یک ورزشکار اهل ایالات متحده آمریکا است.